# Щета
Щетата (англ. property damage, criminal damage) е намаление на имуществото вследствие от унищожение или увреждане.
Видът собственост е без значение (публична или частна), като щетата може да бъде причинена в резултат от човешка дейност или от природно бедствие (случайно събитие). Увреждането може да бъде умишлено или по непредпазливост, но във всички случаи се дължи възстановяване на щетите, а ако това е обективно невъзможно – парично обезщетение.